# Victorian Hot Rod Show
Pour les articles homonymes, voir Hot rod (homonymie).
Le Victorian Hot Rod Show ou Vic Hot Rod Show est un salon automobile annuel du hot rod, du custom (moto) et du tuning de la Kustom Kulture, fondé en 1966 au Palais royal des expositions et musée de Melbourne, de Melbourne dans l'État du Victoria en Australie,.

## Historique

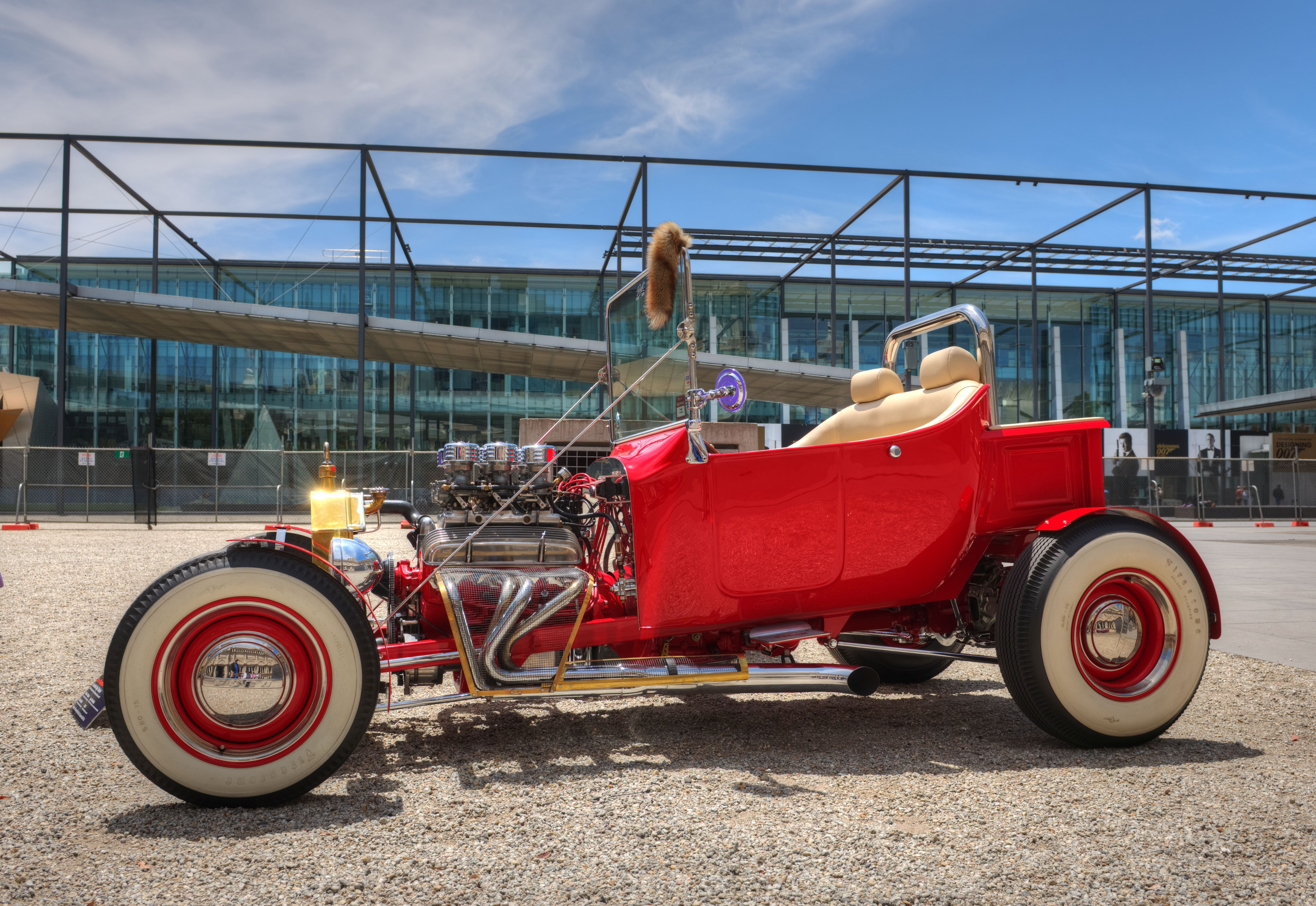
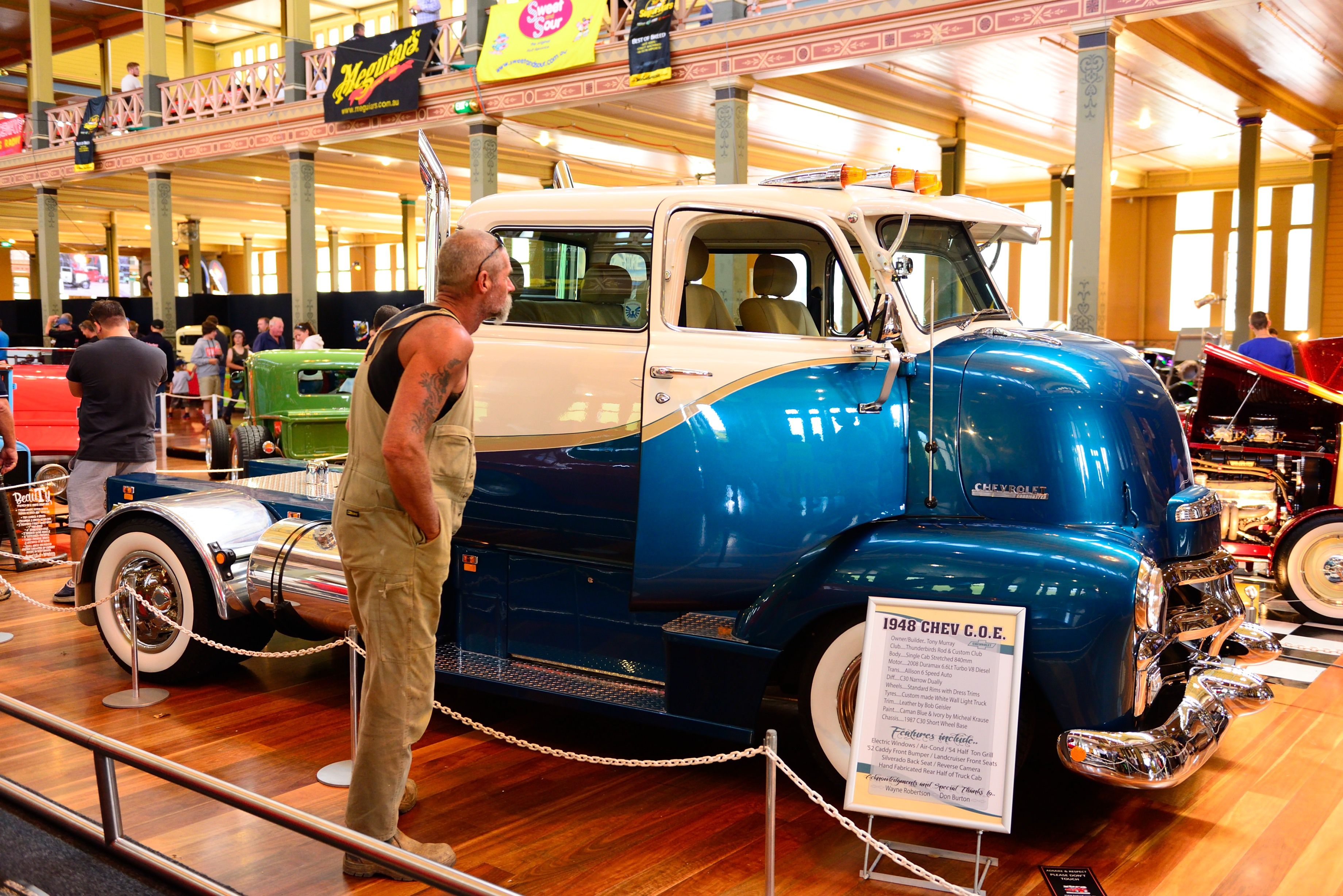

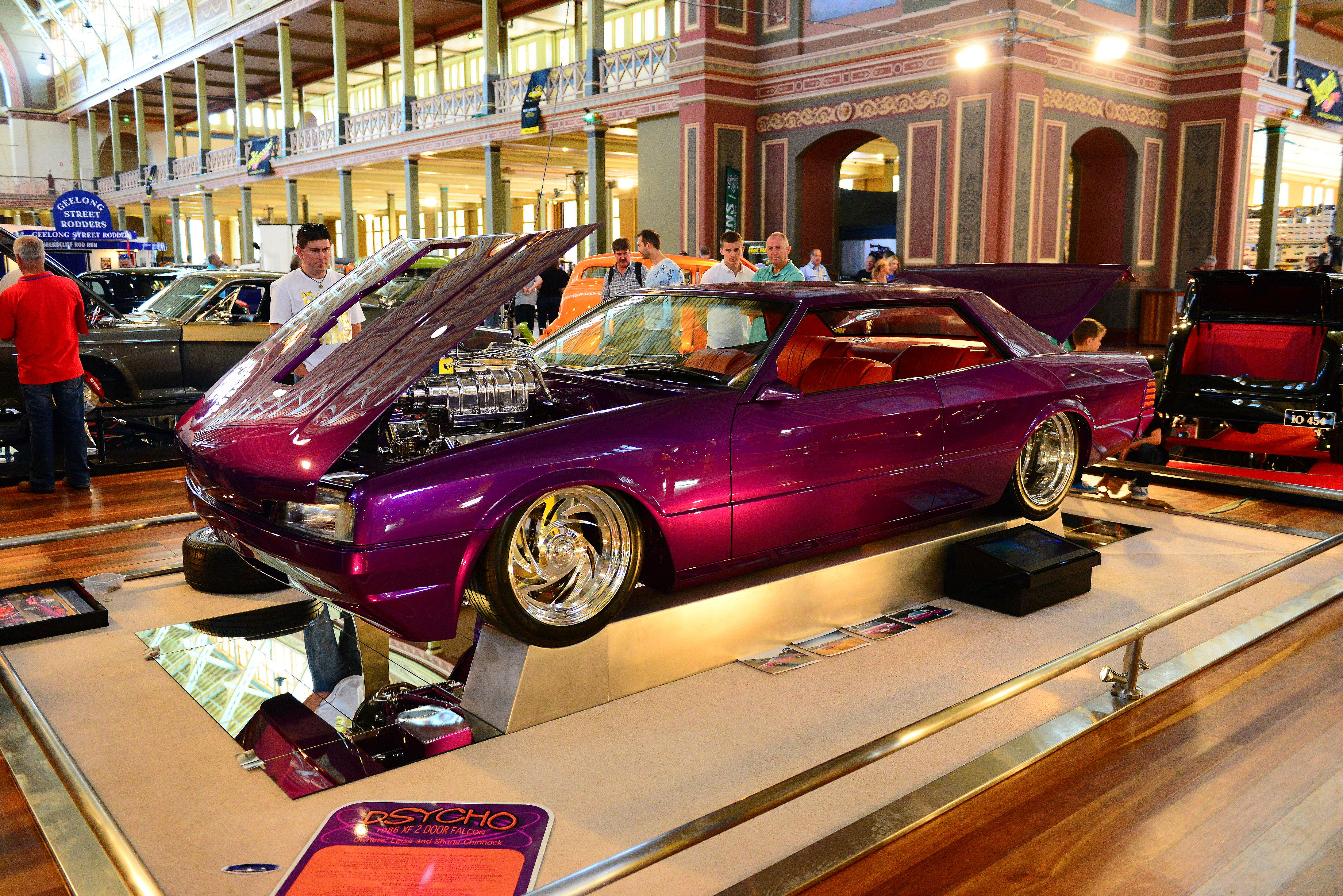
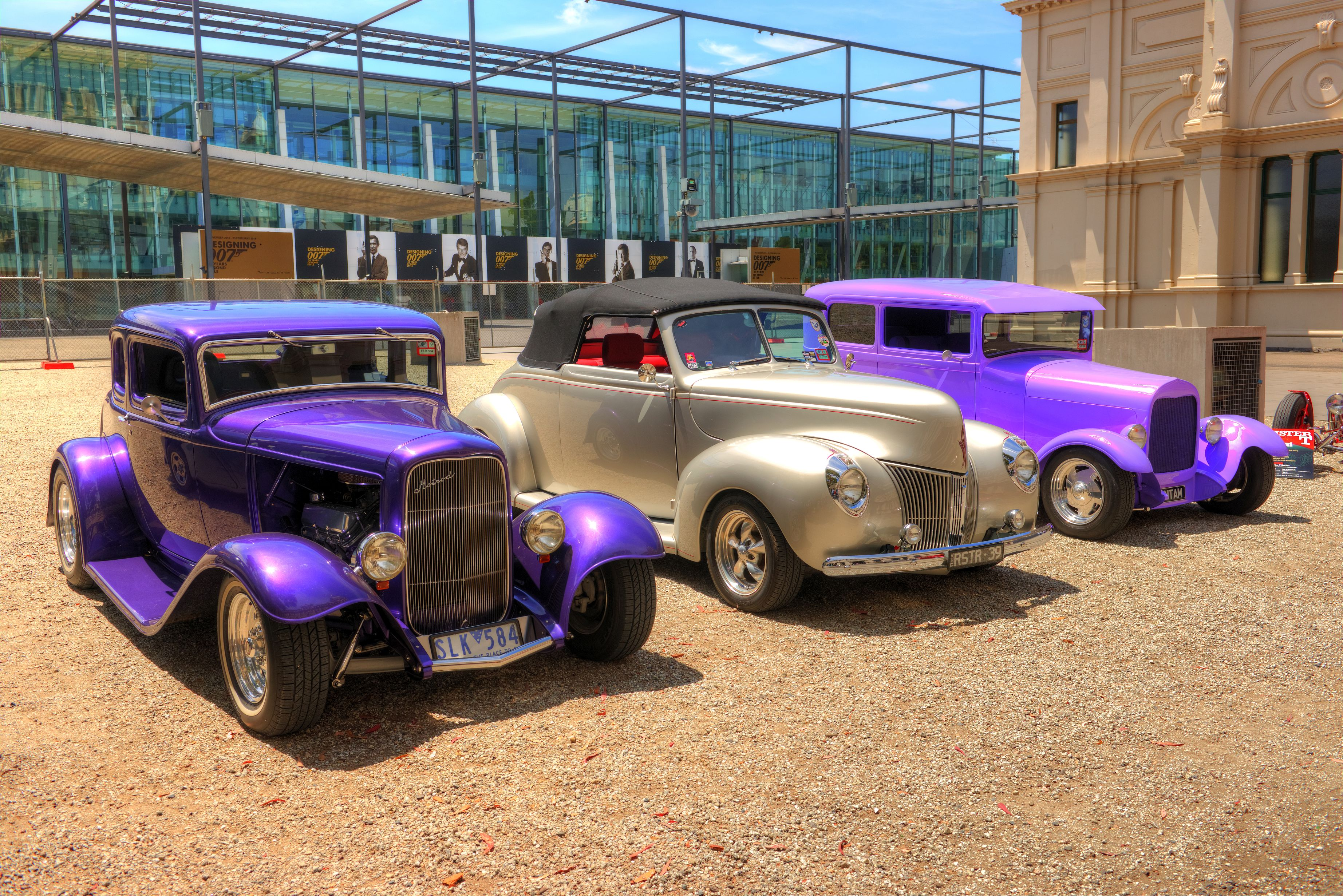

Ce salon annuel de hot rod et du tuning australien est organisé depuis 1966 par la Victorian Hot Rod Association  et l'Australian Street Rod Federation de Melbourne, durant le 3e week end de janvier (autour du 26 janvier de l'Australia Day).

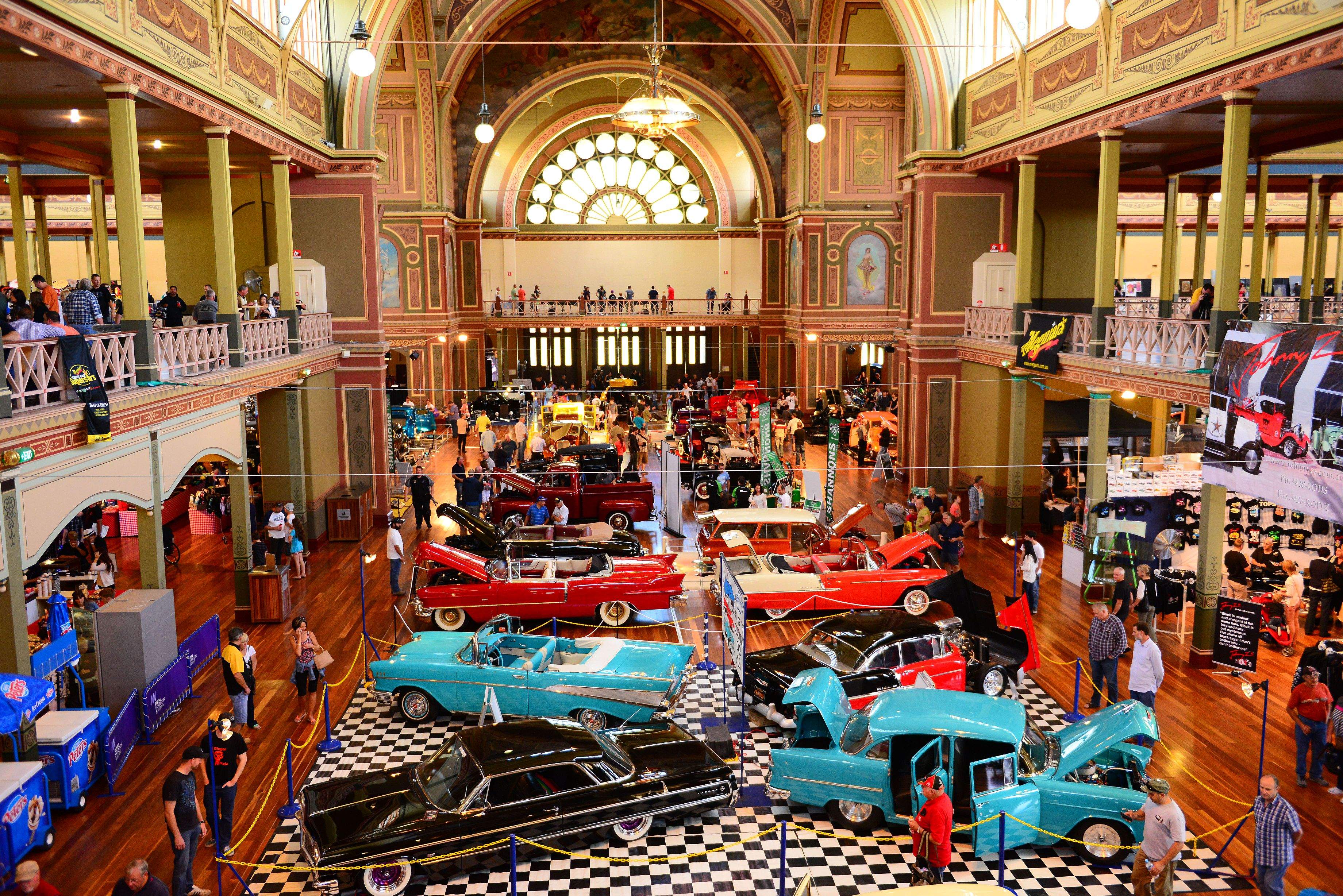
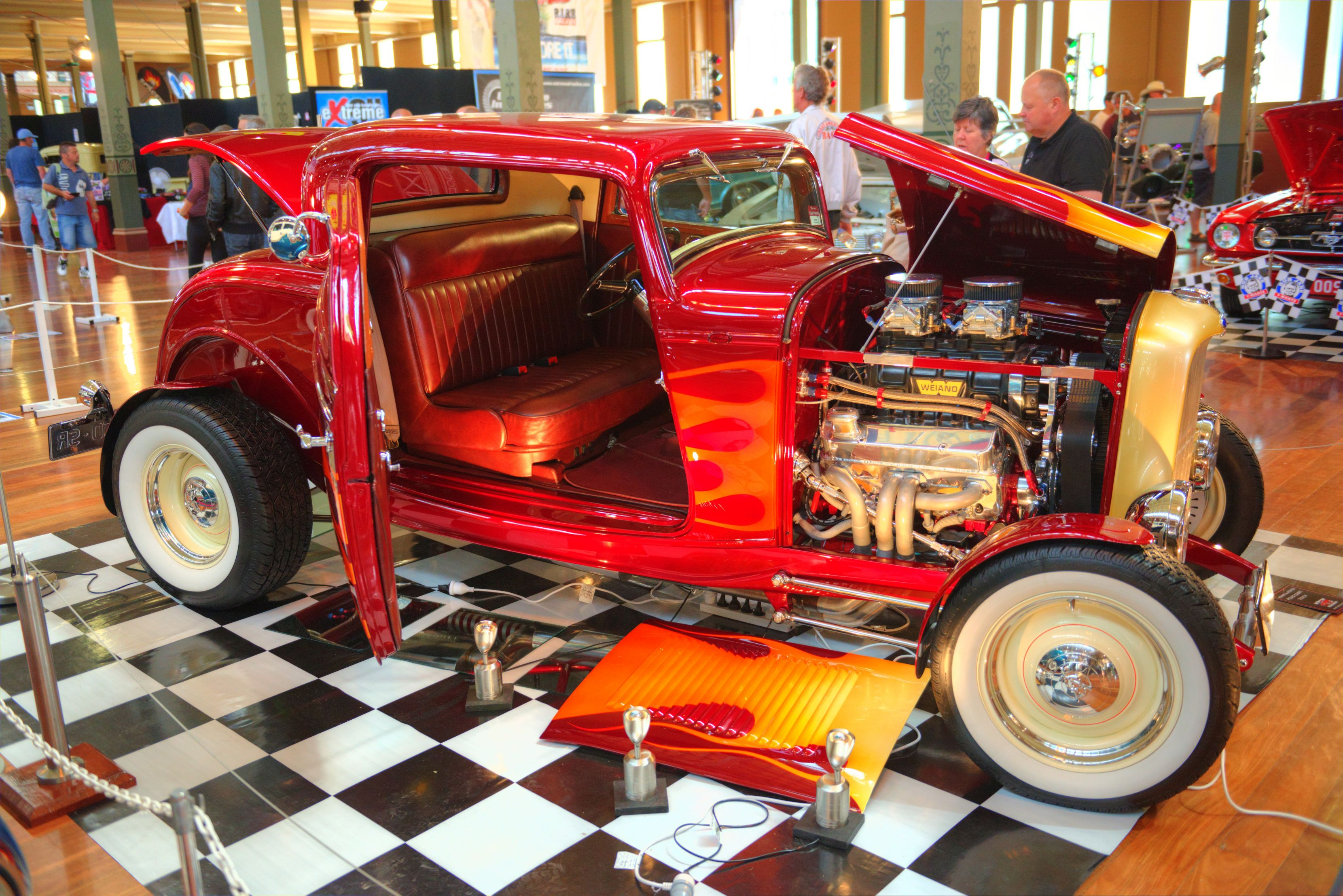

Le salon expose environ 150 voitures de collection et custom (moto) de préparateurs automobile professionnels et de clubs de tuning amateurs,,,.

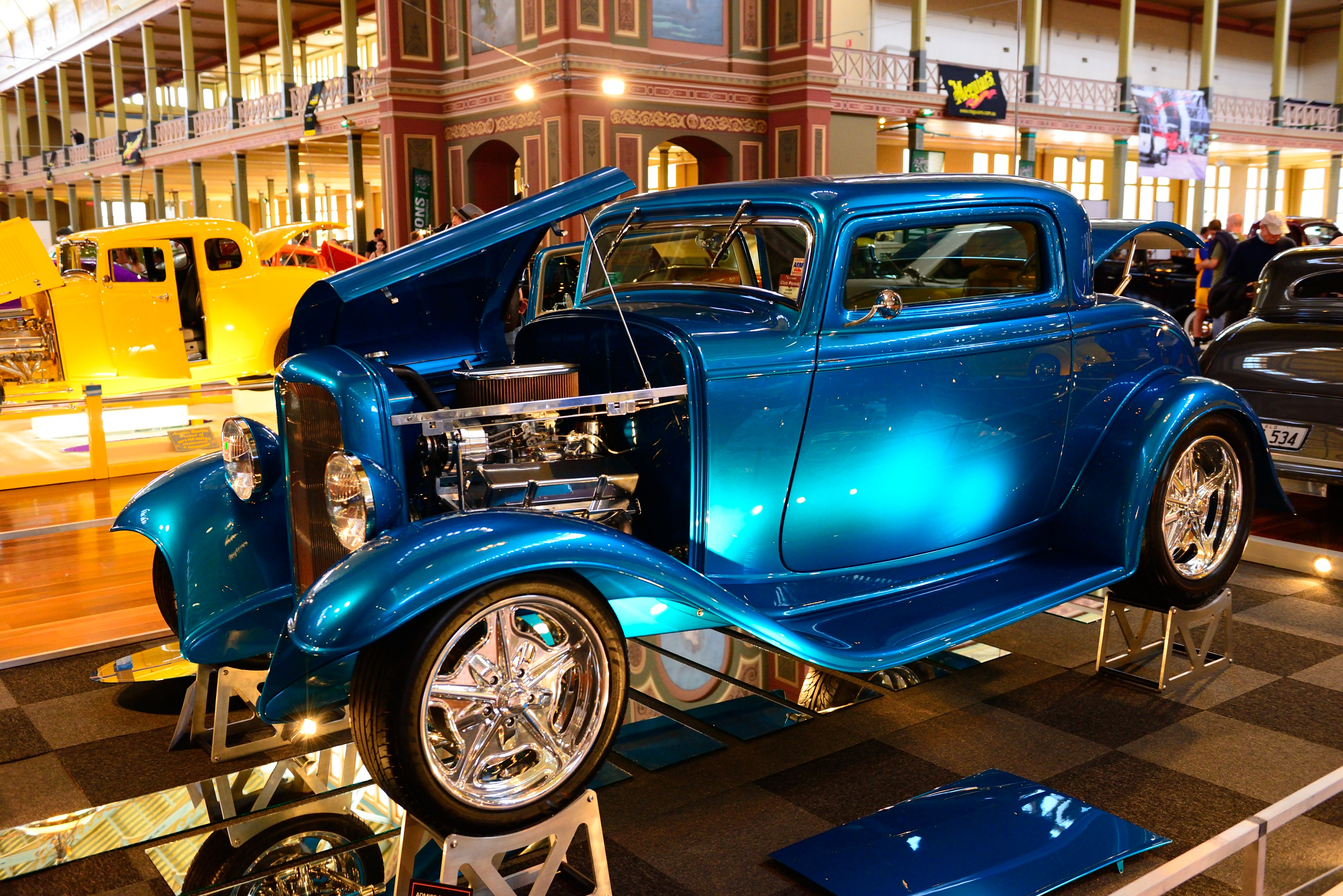
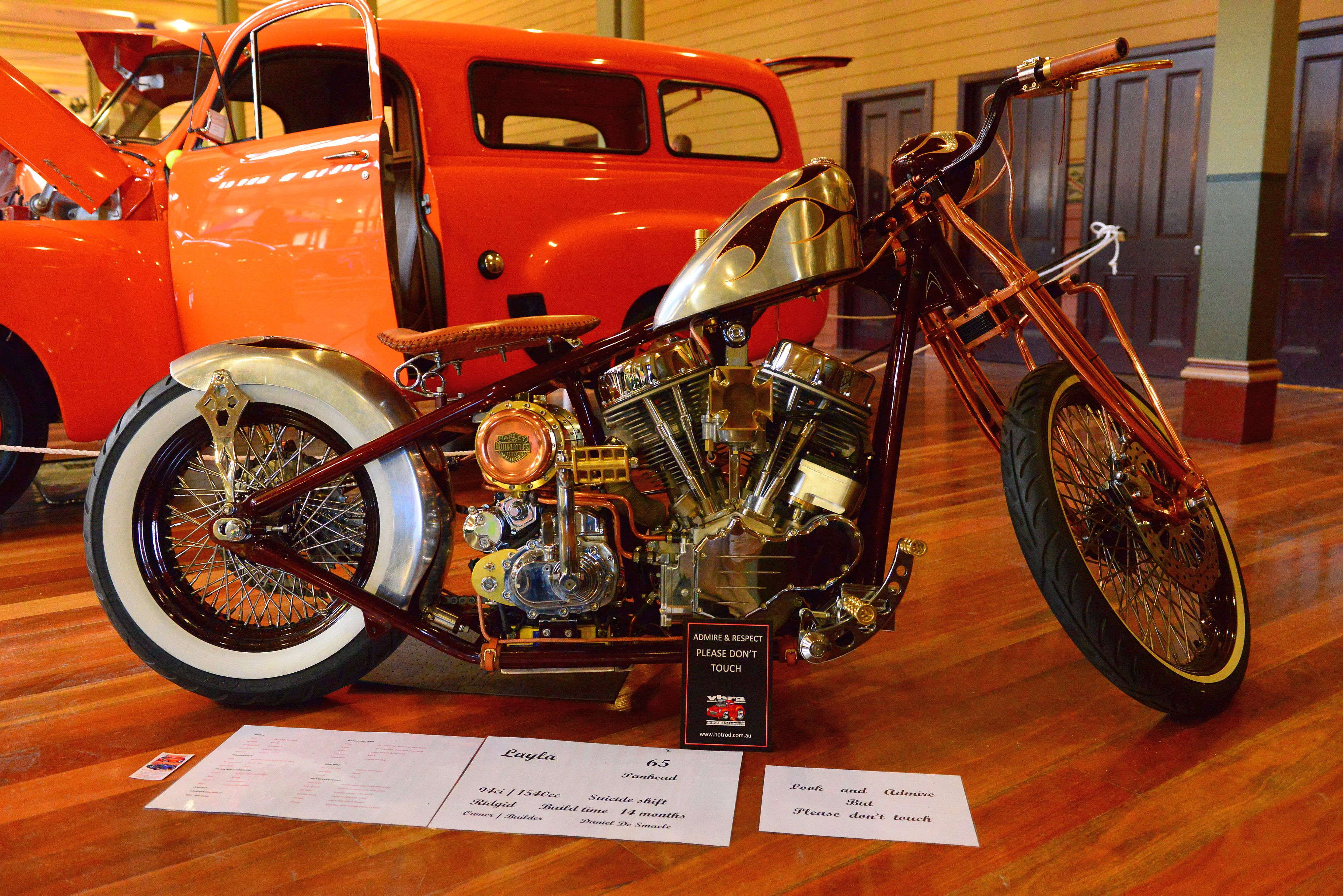